# Cantone di Chartres-Sud-Est
Il Cantone di Chartres-Sud-Est era una divisione amministrativa dell'arrondissement di Chartres.
A seguito della riforma approvata con decreto del 24 febbraio 2014, che ha avuto attuazione dopo le elezioni dipartimentali del 2015, è stato soppresso.

## Composizione
Comprendeva parte della città di Chartres e i comuni di:
- Berchères-les-Pierres
- Le Coudray
- Gellainville
- Nogent-le-Phaye
- Prunay-le-Gillon
- Sours